# Glacier de Saleina
Glacier de Saleina – lodowiec o długości 6,45 km i powierzchni 8,57 km². Lodowiec jest położony w Masywie Mont Blanc w kantonie Valais w Szwajcarii.